# Araschnia leechi
Araschnia leechi är en fjärilsart som beskrevs av Charles Oberthür 1909. Araschnia leechi ingår i släktet Araschnia och familjen praktfjärilar. Inga underarter finns listade i Catalogue of Life.